# Енергетика Румунії

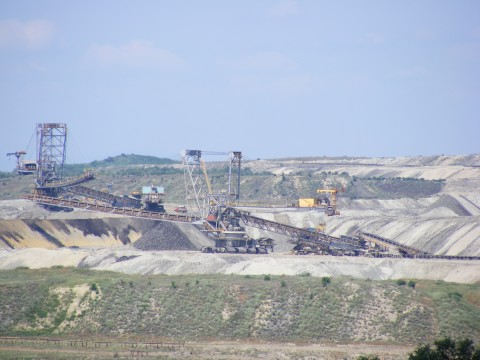
Вугільна шахта, Піноаса Горж-Румунія

Енергетика Румунії — виробництво, споживання та імпорт енергії та електроенергії в Румунії. 
Румунія має значні запаси нафти та газу, значні поклади вугілля та має значну гідроелектричну потужність. Однак Румунія імпортує нафту та газ з Росії та інших країн. Щоб полегшити цю залежність, Румунія прагне використовувати ядерну енергію як альтернативу виробництву електроенергії. Поки що в країні є два ядерні реактори, розташовані в Чернаводе, на які припадає близько 18–20% виробництва електроенергії в країні. Ядерні відходи зберігаються на майданчику на об'єктах переробки.
В Румунії в електроенергії переважають державні підприємства, хоча існували також приватні вугільні шахти та нафтопереробні заводи. Відповідно, Румунія робила все більш сильний акцент на розвитку виробництва ядерної енергії. Електричну енергію забезпечила Румунська корпорація електроенергії (CONEL). Енергія, яка використовується для виробництва електроенергії, складалася, головним чином, з ядерного, вугільного, нафтового та скрапленого природного газу. З електроенергії, виробленої в 2007 році, 13,1% надійшло від ядерних станцій, які тоді працювали, 41,69% - від теплових установок (нафта та вугілля), а 25,8% - від гідроелектростанцій.  У 2007 році прогнозувалося, що до 2010 року структура генерації складе 10,2% гідроелектростанцій, 12,2% нафти, 22,9% вугілля, 10,2% природного газу та 44,5% ядерної енергії.

## Огляд
| Вугілля (25%) Газ і нафта (17%) Гідроенергетика (28%) Ядерна енергетика (18%) | Відновлювальна енергія вітру (10%) Фотоелектрика (2%) Біомаса (>1%) |

| | На душу населення | Первинна енергія | Виробництво | Імпорт | Електроенергія | CO2-викиди |
| | млн               | TWh              | TWh         | TWh    | TWh            | Mt         |
| --- | ----------------- | ---------------- | ----------- | ------ | -------------- | ---------- |
| 2004 | 21.69             | 448              | 327         | 133    | 49.2           | 91.5       |
| 2007 | 21.55             | 453              | 320         | 141    | 52.8           | 91.9       |
| 2008 | 21.51             | 458              | 335         | 124    | 53.5           | 89.9       |
| 2009 | 21.48             | 400              | 329         | 77     | 48.7           | 78.4       |
| 2012 | 21.39             | 417              | 321         | 89     | 53.2           | 81.8       |
| 2012R | 0.08              | 406              | 316         | 92     | 52.2           | 79.0       |
| 2013 | 19.98             | 370              | 301         | 69     | 49.9           | 68.8       |
| Зміна 2004–09 | −1.0%             | −10.8%           | 0.7%        | −42.0% | −1.1%          | −14.4%     |

Суміш постачання електроенергії 2010

| Mtoe = 11.63 TWh . Первинна енергія включає втрати 2/3 ядерної енергетики 2012R = Критерії обчислення CO2 змінено, дані оновлено |                   |                  |             |        |                |            |

## Енергетична стратегія 2007 року
Відповідно до Національної енергетичної стратегії, прийнятої урядом у вересні 2007 року, інвестиції в модернізацію електростанцій перевищуватимуть 35 млрд. євро в період 2007–2020 років. У виробництво електроенергії буде інвестовано 8,6 млрд. євро .

## Зміна клімату
У десятиліття між 1989 та 1999 роками Румунія відчула зменшення викидів парникових газів на 55%. Це може бути пояснено зменшенням споживання енергії на 45% через зменшення економії та зменшенням вуглецевої енергоємності на 15%. У цей період інтенсивність вуглецю економіки Румунії знизилася на 40%, а ВВП Румунії знизився на 15%. З того часу ВВП Румунії значно відновився. 

## Вуглеводень

Видобуток нафти в Румунії досяг свого піку в 1970-х

Виробництво газу не покращується

Володіючи значними можливостями з переробки нафти, Румунія особливо зацікавлена в трубопроводах Центральна Азія - Європа і прагне зміцнити відносини з деякими країнами Перської затоки. З 10 нафтопереробними заводами та загальною потужністю переробки нафти приблизно 468 000 барр. / добу (74 400 м3 / д) Румунія має найбільшу нафтопереробну галузь у регіоні. Потужність переробки нафти в Румунії значно перевищує внутрішній попит на рафіновані нафтопродукти, що дозволяє експортувати широкий спектр нафтопродуктів і нафтохімічних речовин - таких як мастильні матеріали, бітум та добрива - по всьому регіону. 

## Електроенергія
Відповідно до даних, представлених Electrica Furnizare SA у серпні 2017 року (джерело: www.electricafurnizare.ro [Архівовано 4 лютого 2022 у Wayback Machine.]), структуру виробництва електроенергії Румунії у 2016 році надавали:
1. Джерела енергії з високим вмістом вуглецю: 40,13%
- 24,47% - вугілля
- 14,99% - природний газ
- 0,28% - нафта
- 0,39% - інші умовні джерела

2. Джерела з низьким вмістом вуглецю: 59,87%
- 28,86% - гідроенергія
- 17,49% - ядерні
- 10,13% - енергія вітру
- 0,75% - біомаса
- 2,60% - сонячна енергія
- 0,05% - інші відновлювані джерела

### Гідроелектрична сила

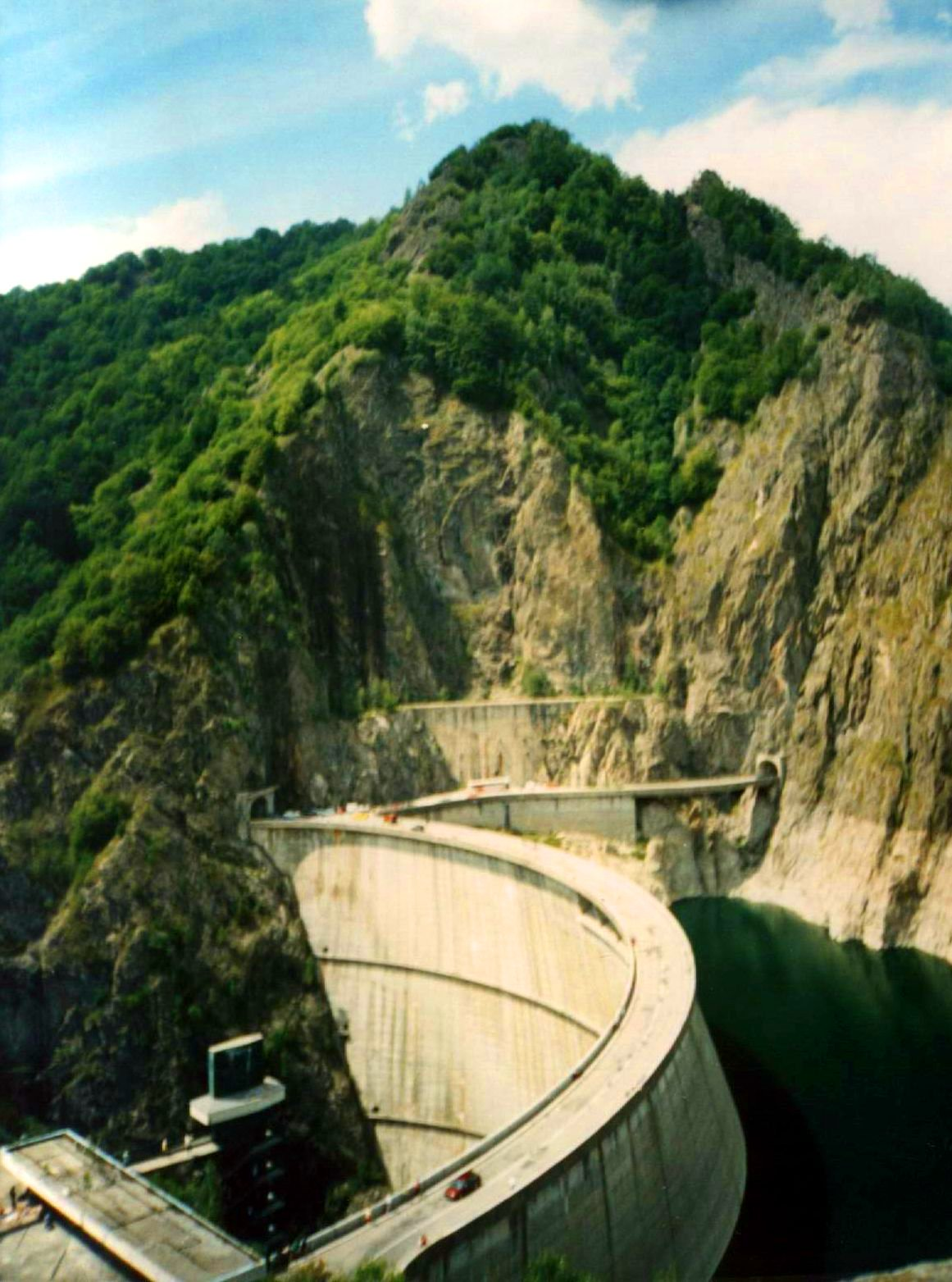
Гребля Видрару, де розміщена найбільша ГЕС

За оцінками, Румунія має загальну корисну гідроенергетику в 36 000 ГВт-год на рік. 

## Ядерна енергетика
Румунія зробила великий акцент на виробництві ядерної енергії. Перша в країні атомна електростанція - «АЕС Чорнавода», розташована поблизу Чернаводе, відкрилася в 1993 році. Два реактори працювали в 2007 році, коли виробництво атомної енергії становило 21,158 мільйонів кіловат, або 23,1% від загальної електроенергії.
Щоб покрити зростаючі потреби населення в енергії та забезпечити постійне підвищення життєвого рівня, Румунія планує кілька атомних електростанцій. Пропозиції щодо ядерної енергетики були представлені ще в 90-х роках, але плани неодноразово скасовувались навіть після того, як були зроблені заявки зацікавленими виробниками через великі витрати та безпеку.
Уряд нещодавно оголосив, що планує побудувати ще одну атомну електростанцію, яка, швидше за все, буде розташована біля однієї з головних річок Трансільванії. Нова атомна електростанція буде складатися з двох-чотирьох ядерних реакторів і матиме загальну потужність 2400 МВт. Дослідження техніко-економічного обґрунтування будуть готові до середини 2009 року. 
Румунія завжди вибирала ядерні реактори CANDU, тому що вони використовують природний незбройний уран, який дешевий і доступний на місцевому рівні.